# 擬扁鼻麗魚
擬扁鼻麗魚，為輻鰭魚綱鱸形目隆頭魚亞目慈鯛科的其中一種，分布於非洲坦干伊喀湖流域，體長可達14公分，棲息在碎石布滿的淺水域，以附著生物為食，生活習性不明，可作為觀賞魚。

## 擴展閱讀
維基物種上的相關：擬扁鼻麗魚